# Wikiversity
Wikiversity és un projecte col·laboratiu per produir material per aprendre multilingüe lliure de la fundació Wikimedia i sobre programari Mediawiki.
De moment està en fase beta i hi ha les versions en anglès, en alemany, en castellà i en francès, però ja s'ha proposat que el dia en què n'hi hagi una en català s'anomeni Viquiversitat.